# Neil Perkins
Neil Perkins (* 2. Oktober 1981 in Shrewsbury) ist ein englischer Boxer. Er gewann bei der Weltmeisterschaft 2005 eine Bronzemedaille im Weltergewicht.

## Werdegang
Neil Perkins wuchs in Liverpool auf und begann als Jugendlicher beim Kirkdale Boxing Club Liverpool mit dem Boxen. Im Laufe seiner Karriere waren Terry Edwards, David Alloway und Paul Walmsley seine wichtigsten Trainer. Er war Rechtsausleger und ein gefürchteter Konterboxer, der viele seiner Kämpfe vorzeitig gewann. Als Junior hatte der 1,76 Meter große Athlet noch keine erwähnenswerten Erfolge. Diese begannen im Jahre 2002, als er englischer Meister der Senioren im Mittelgewicht wurde und diesen Erfolg im Jahre 2003 wiederholte. Während der Zugehörigkeit zur englischen Nationalmannschaft der Boxer von 2003 bis 2007 war er aufgrund seiner Persönlich der Captain dieser Mannschaft.
2002 gewann er beim 4-Nationen-Turnier in Killarney im Mittelgewicht und besiegte dabei im Endkampf Kenneth Egan, Irland, nach Punkten (7:6). 2003 belegte er bei demselben Turnier, das in jenem Jahr in Cardiff stattfand, hinter Andy Lee aus Irland, gegen den er nach Punkten verlor (10:22), den 2. Platz. Bei den 3. Commonwealth-Meisterschaften 2003 in Kuala Lumpur kam er im Mittelgewicht hinter Jamie Pittman aus Australien und Eamon O’Kane aus Irland auf den 3. Platz und gewann damit seine erste Medaille bei einer wichtigen internationalen Meisterschaft.
Im Olympiajahr 2004 trainierte er in das Weltergewicht ab und startete bei der Meisterschaft der Europäischen Union in Madrid. Er belegte dabei hinter Bulent Ulusoy aus der Türkei und Vilmos Balogh aus Ungarn den 3. Platz. Im gleichen Jahr gelang es ihm dann nicht, sich für die Olympischen Spiele in Athen zu qualifizieren. Beim entscheidenden Qualifikationsturnier in Baku belegte er den 4. Platz und verpasste damit die Norm um nur einen Platz.
2005 siegte Neil Perkins bei den Meisterschaften der Europäischen Union in Cagliari. Im Weltergewicht besiegte er dabei vier Gegner vorzeitig. Im Endkampf schlug er István Szili aus Ungarn durch RSC in der 3. Runde. Im gleichen Jahr kam er auch zum größten Erfolg in seiner Boxerlaufbahn, denn er gewann bei der Weltmeisterschaft in Mianyang/China eine Bronzemedaille. Auf dem Weg zu diesem Erfolg siegte er über Roberto Blazo, Slowakei durch Abbruch in der 3. Runde und über Qanat Ïsläm, China (25:19) und über Samvel Matevosjan, Armenien (34:17) jeweils nach Punkten, während er im Halbfinale gegen Magomed Nurutdinow aus Belarus nach Punkten verlor (21:33).
Im Jahre 2006 belegte er bei den Commonwealth-Spielen in Melbourne im Weltergewicht den 3. Platz. Nach drei gewonnenen Kämpfen verlor er dabei im Halbfinale gegen Vijender Kumar aus Indien nach Punkten (14:22). Bei der Europameisterschaft 2006 in Plowdiw schied er aber schon in der Vorrunde durch eine Punktniederlage gegen den Serben Zoran Mitrovic (24:34) aus und belegte den 17. Platz. Auf Mitrovic traf Neil Perkins in seinem ersten Kampf auch bei der Weltmeisterschaft 2007 und verlor wieder nach Punkten (12:17). Er schied damit aus und kam nur auf den 33. Platz.
Nach dieser Weltmeisterschaft beendete Neil Perkins seine Amateurlaufbahn. Zwischen 2008 und 2011 bestritt er noch fünf Profikämpfe gegen unbedeutende Gegner, von denen er vier gewann und einen verlor. 2009 gründete der das Fighting Fit City Gym in Birmingham, dessen Managing Director er ist.

## Internationale Erfolge
| Jahr | Platz | Wettbewerb                                       | Gewichtsklasse | Ergebnis |
| 2002 | 1.    | 4-Nations-Tournament in Killarney                | Mittel         | nach einem Punktsieg im Finale über Kenneth Egan, Irland (7:6) |
| 2003 | 2.    | 4-Nations-Tournament in Cardiff                  | Mittel         | nach Punktniederlage im Finale gegen Andy Lee, Irland (10:22) |
| 2003 | 3.    | 3. Commonwealth-Meisterschaften in Kuala Lumpur  | Mittel         | hinter Jamie Pittman, Australien und Eamon O’Kane, Irland |
| 2004 | 3.    | Meisterschaft der Europäischen Union in Madrid   | Welter         | hinter Bülent Ulusoy, Türkei und Vilmos Balogh, Ungarn |
| 2004 | 4.    | Olympia-Qualifik.-Turnier in Baku                | Welter         | |
| 2005 | 1.    | Multi-Nations-Tournament in Liverpool            | Welter         | nach Punktsieg über Fundo Mhura, Schottland (24:9), RSC-Sieg i.d. 1. Runde über Karl Brabazon, Irland und einem kampflosen Sieg über Joey Selkirk, England                                                                   |
| 2005 | 1.    | Meisterschaft der Europäischen Union in Cagliari | Welter         | nach RSC-Sieg i.d. 3. Runde über Rachid Lakhlif, Frankreich, RSC-Sieg i.d. 3. Runde über Philip Lo Greco, Italien, RSC-Sieg i.d. 3. Runde über Boma Katalinic, Kroatien und RSC-Sieg i.d. 3. Runde über István Szili, Ungarn |
| 2005 | 3.    | WM in Mianyang/China                             | Welter         | nach einem RSC-Sieg i.d. 3. Runde über Robert Blazo, Slowakei, Punktsiegen über Qanat Ïsläm, China (25:19) und Samvel Matevosjan, Armenien (34:17) und einer Punktniederlage gegen Magomed Nurutdinow, Belarus (21:34)       |
| 2006 | 3.    | Commonwealth-Spiele in Melbourne                 | Welter         | nach Punktsiegen über Ahmed Saraku, Ghana (13:7), Adam Rary Trupish, Kanada (23:13) und Thomas Joseph Hamill, Nordirland (36:19) und einer Punktniederlage gegen Vijender Kumar, Indien (14:22)                              |
| 2006 | 17.   | EM in Plowdiw                                    | Welter         | nach einer Punktniederlage gegen Zoran Mitrovic, Serbien (24:34) |
| 2007 | 33.   | WM in Chicago                                    | Welter         | nach einer Punktniederlage gegen Zoran Mitrovic (12:17) |

## Erläuterungen
- WM = Weltmeisterschaft, EM = Europameisterschaft
- Weltergewicht, bis 69 kg, Mittelgewicht, bis 75 kg Körpergewicht
- RSC = Referee Stops Contest = Abbruchsieg